# Spes

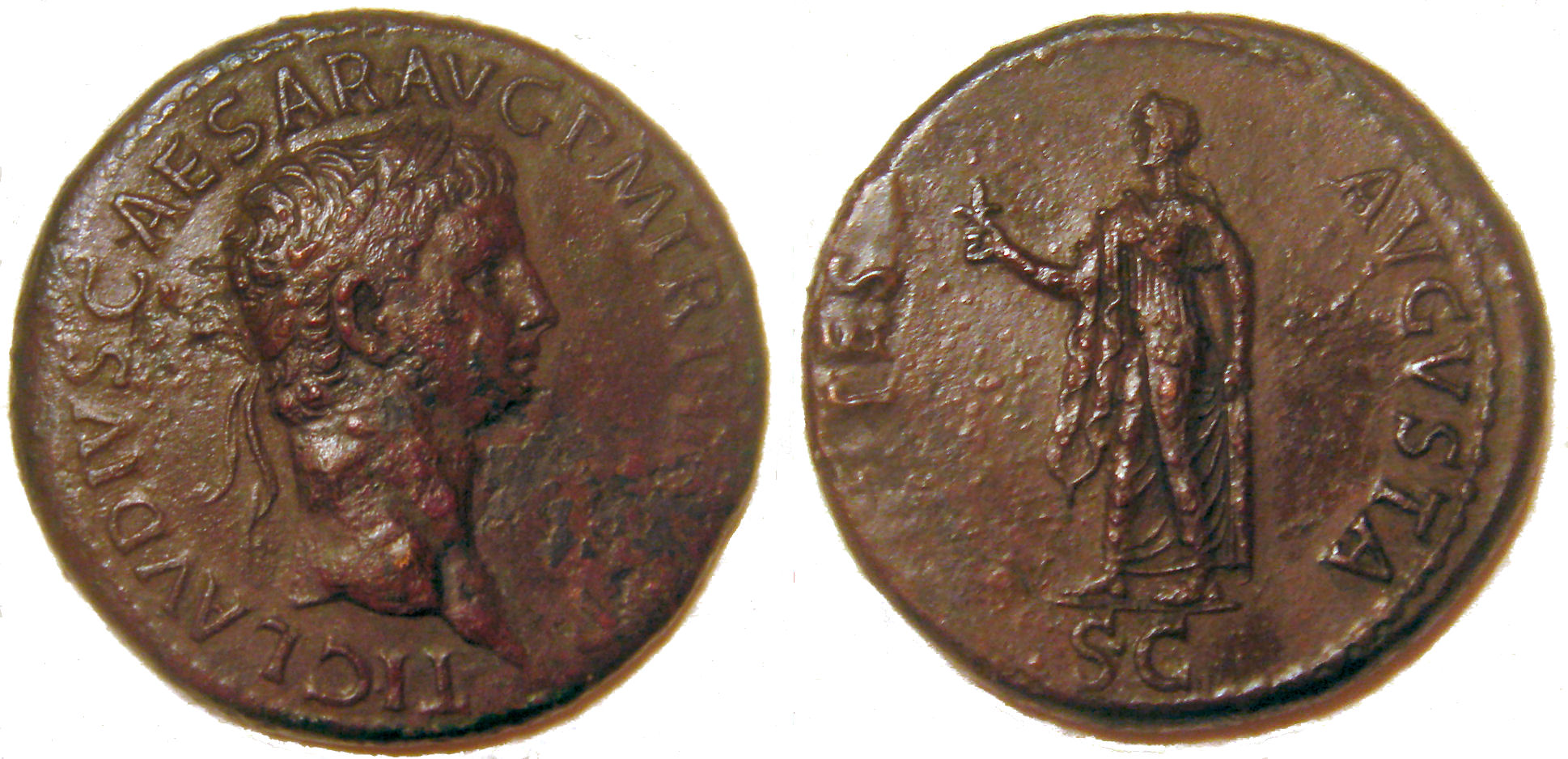
Spes auf der Rückseite eines Sesterz des Claudius

Spes (lateinisch; ‚Hoffnung‘) ist eine geistliche Tugend und in der römischen Mythologie die Personifikation der Hoffnung, besonders auf Kinder und gute Ernte. Ihre Entsprechung in der griechischen Mythologie war Elpis (altgriechisch Ἐλπίς Elpís, deutsch ‚Erwartung, Hoffnung‘).

## Darstellung
Spes wurde als ein schlankes, auf den Zehen leicht hinschwebendes Mädchen dargestellt. In der Rechten hielt sie eine Blume. Im Typus glich es den altertümlichen Bildern der voll gekleideten Venus. An ihrer Seite befand sich eine Krähe als Symbol der langen Dauer. 
Statuen der Spes befinden sich unter anderem 
- in der Villa Ludovisi in Rom,
- als Figur von Bertel Thorvaldsen auf einer hohen Säule über der Grabstätte der Familie Humboldt in Berlin-Tegel,
- als Stütze für Thorvaldsen in der 2. Aedicula der Glyptothek-Ostfassade in München, nach Thorvaldsens Skizze in Marmor ausgeführt von Arnold H. Lossow.

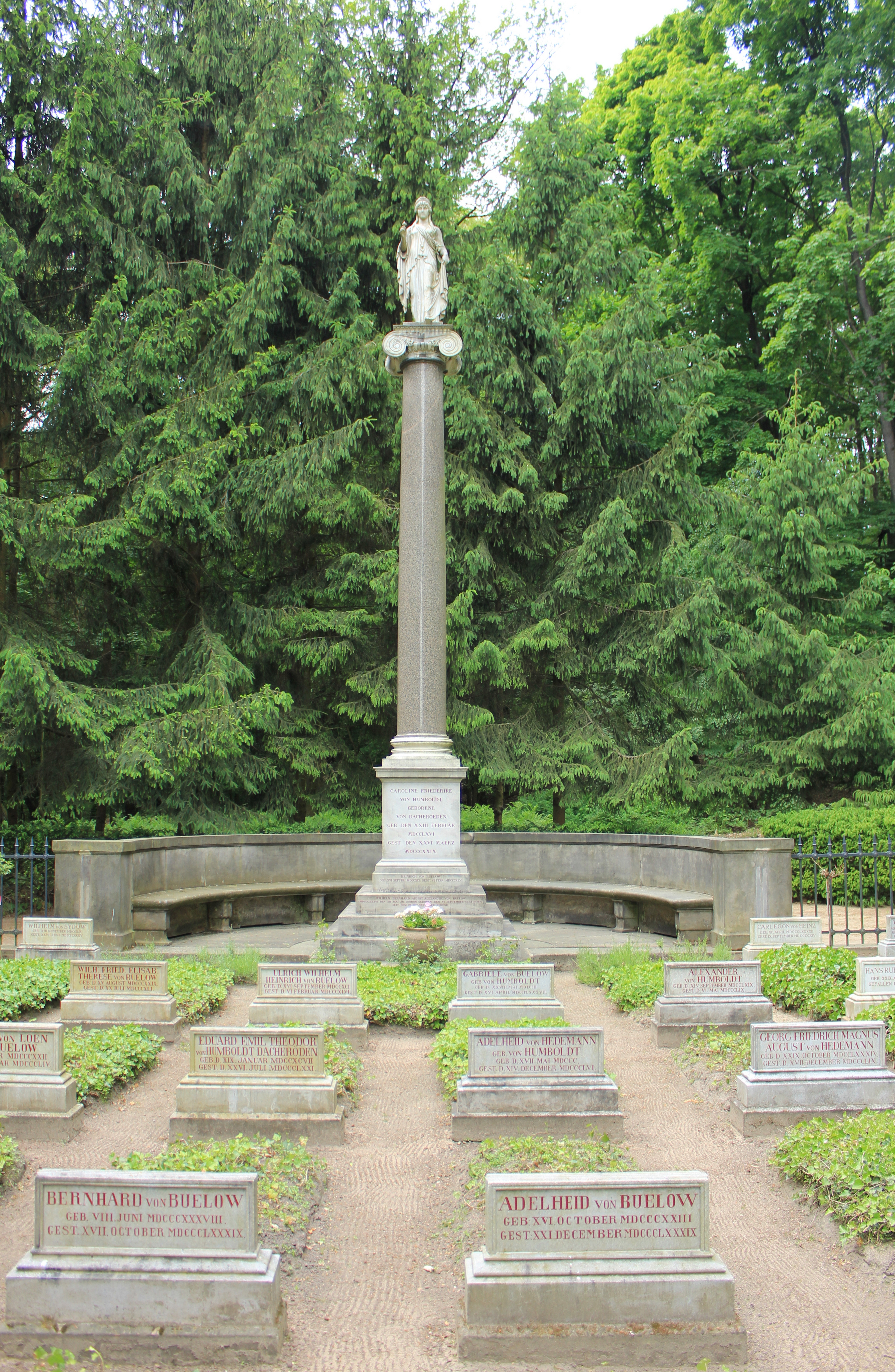
Spes von Bertel Thorvaldsen, Humboldt-Grabstätte, Berlin-Tegel
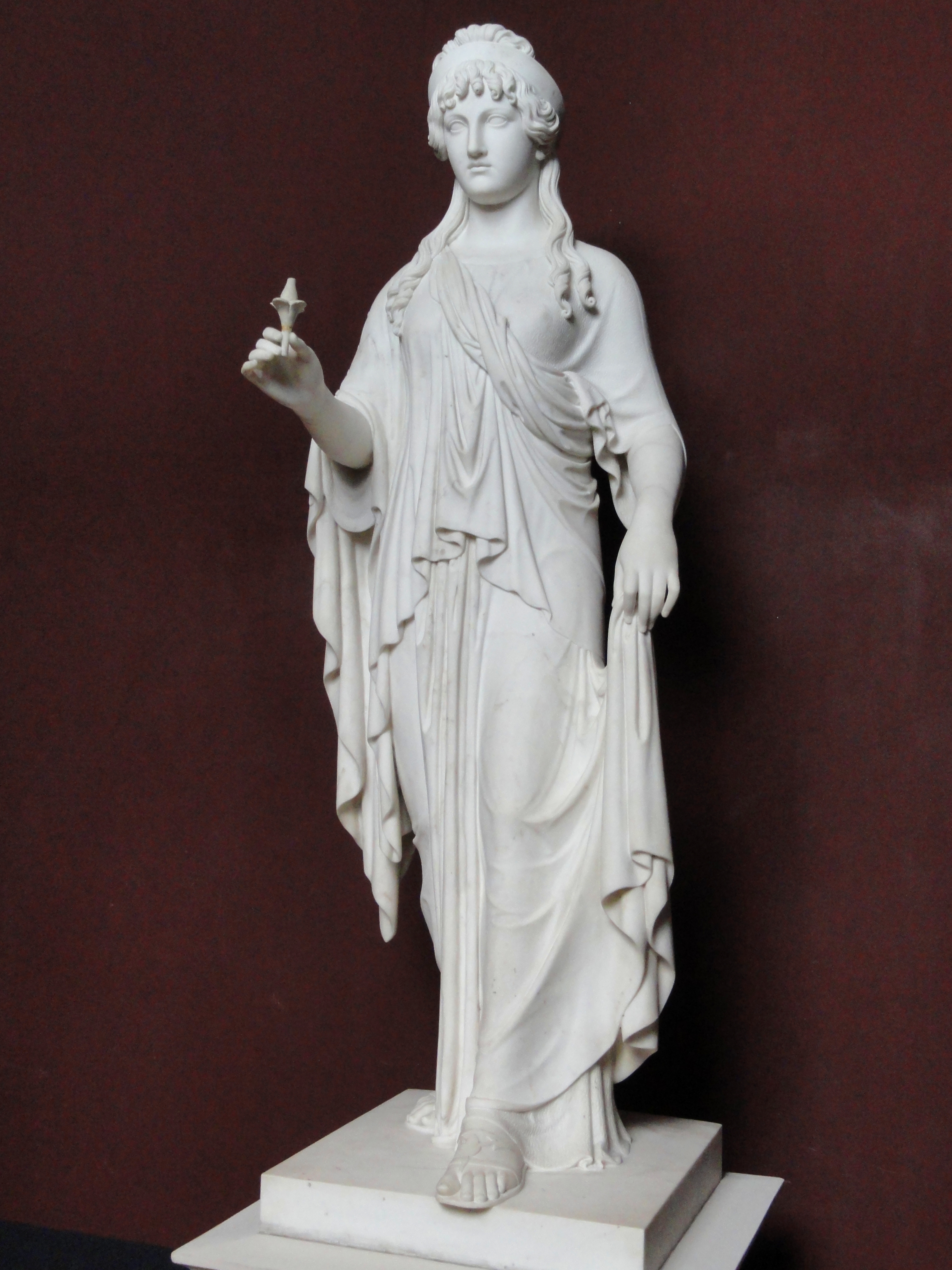
Spes-Skulptur im Thorvaldsen-Museum, Kopenhagen
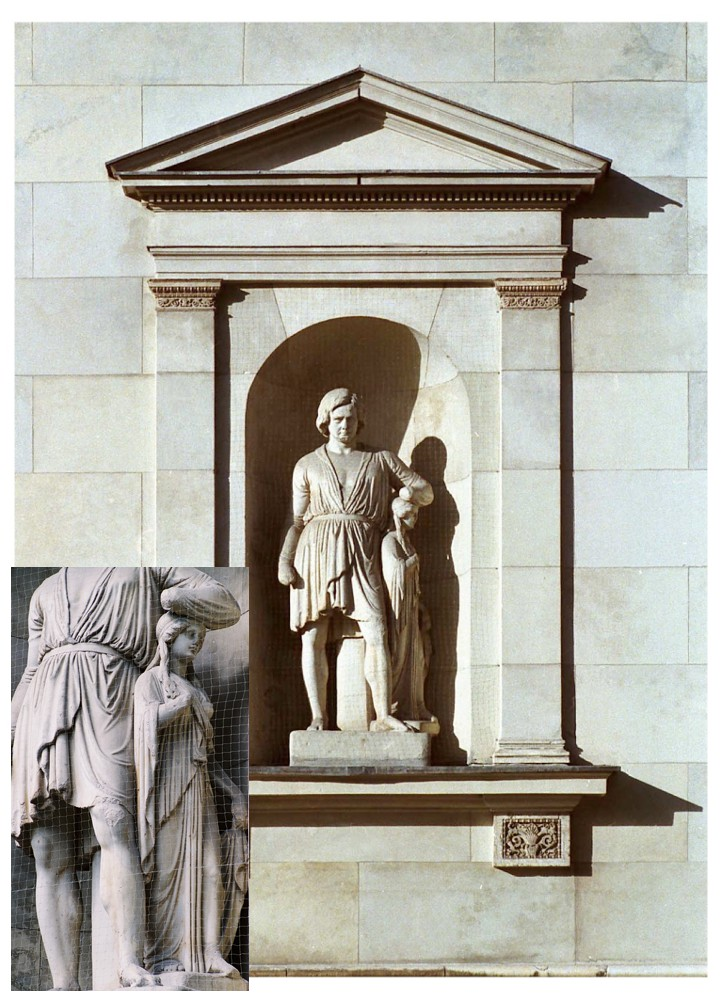
Thorvaldsen stützt sich auf seine Spes, Ostfassade der Glyptothek, München
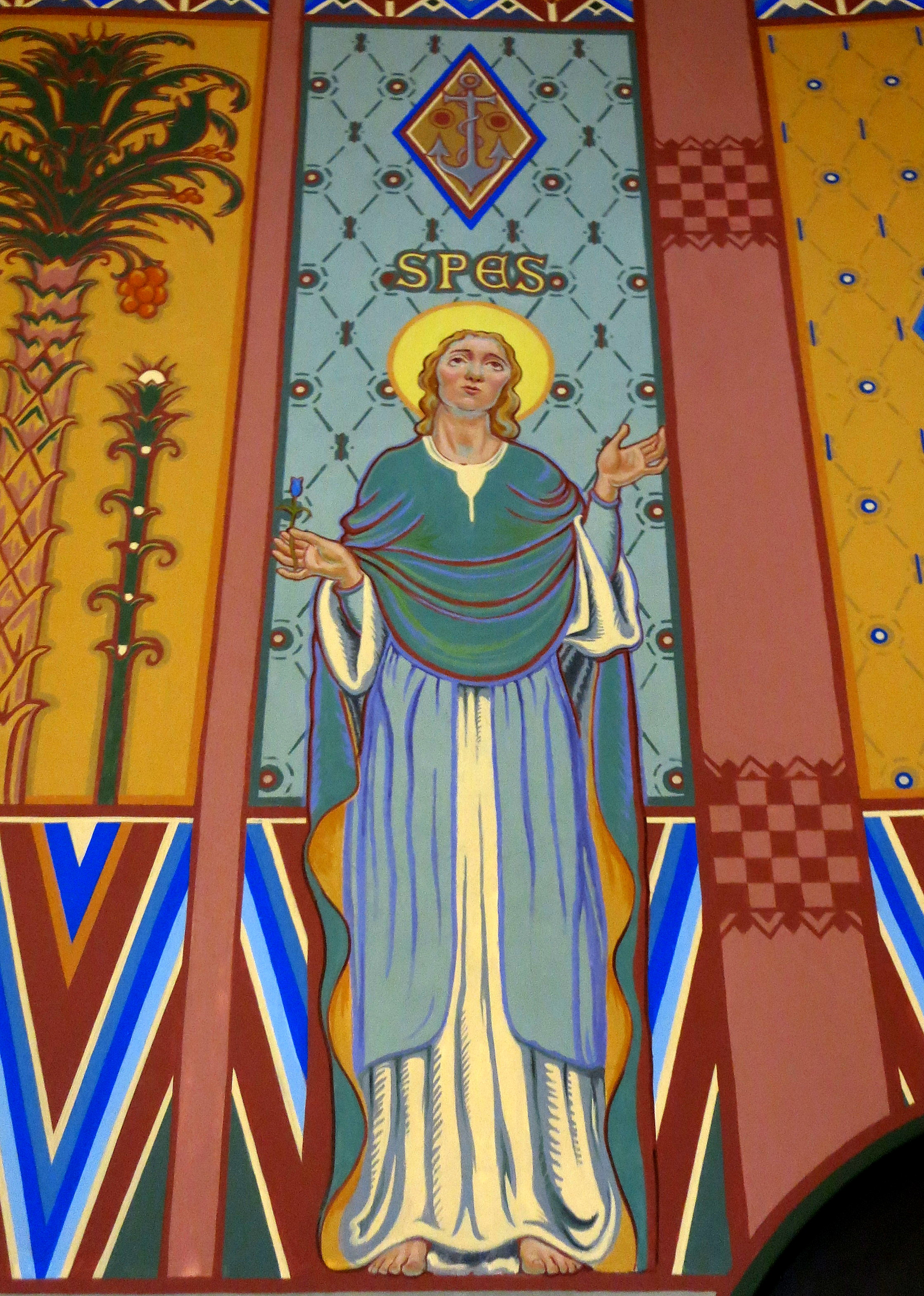
Spes, Wandmalerei in der Sankt-Aloysius-Kirche, Bowling Green, Ohio

## Kult
Seit dem 5. Jahrhundert v. Chr. war ihr Kult in Rom etabliert. 477 v. Chr. weihte der Konsul Gaius Horatius Pulvillus nach einem Sieg über die Etrusker der Spes einen Tempel auf dem Esquilin.

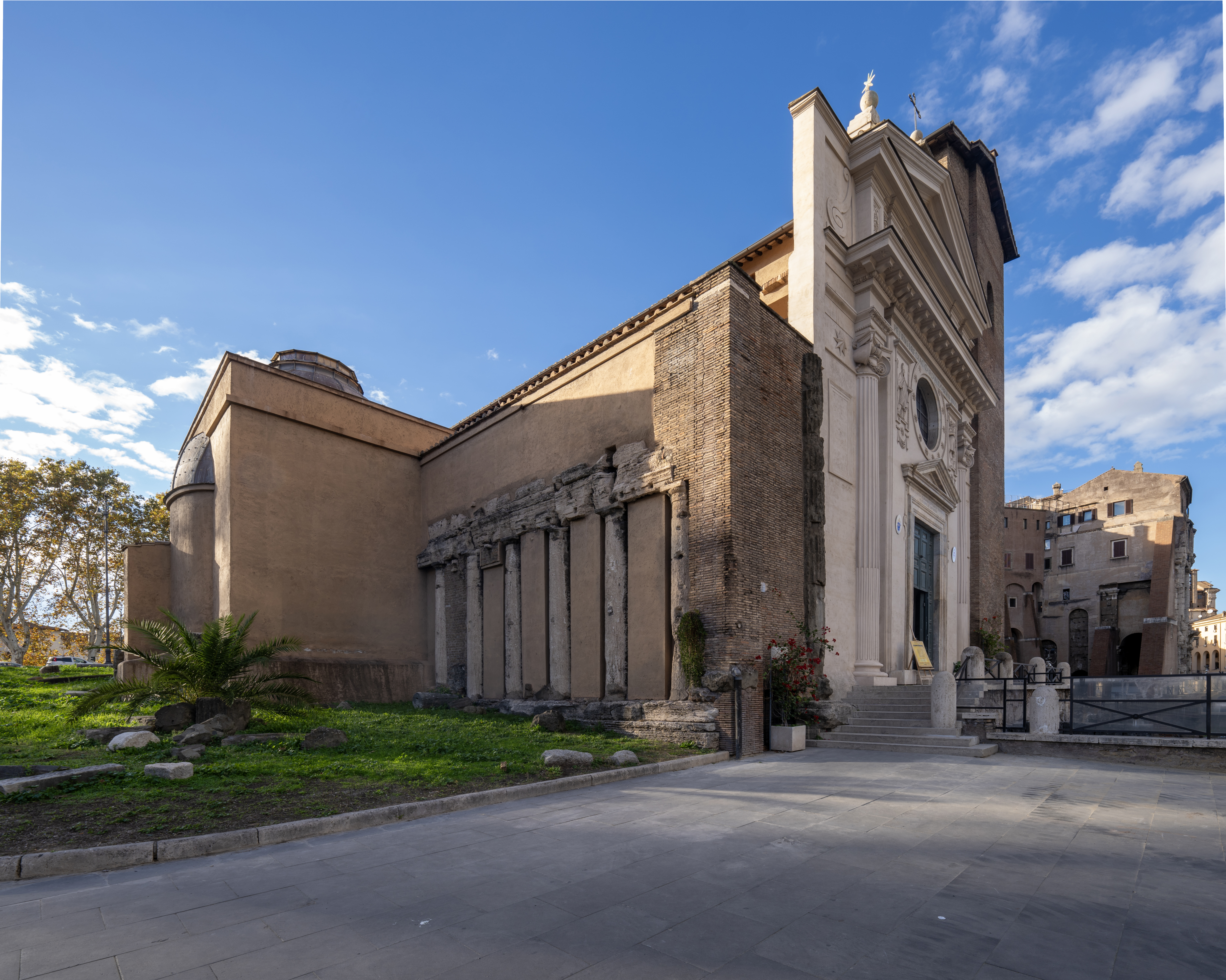
Reste des Tempels der Spes, Forum Holitorium in Rom

In der Mitte des 3. Jahrhunderts v. Chr. wurde ihr von dem Konsul Aulus Atilius Caiatinus ein Tempel auf dem Forum Holitorium (dem Gemüsemarkt) in Rom geweiht. Der Tempel wurde mehrfach zerstört und wieder aufgebaut, zuletzt neu geweiht von Germanicus im Jahr 17. Reste des Tempels sind als Teil der Kirche San Nicola in Carcere erhalten.
Außerhalb von Rom ist 110 v. Chr. ein Tempel der Spes, Fides und Fortuna in Capua bezeugt.
In der Variante der Spes Victrix wurde die Hoffnung auf die Siege des Kaisers über die äußeren Feinde Roms verehrt. Einige kleinasiatische Städte verehrten Spes Victrix nicht nur kultisch, sondern prägten die Spes Victrix als personifizierte Hoffnung gelegentlich auch auf die Rückseiten ihrer Bronzemünzen. Dies dokumentiert wie sehr sich die kleinasiatischen Städte an Rom und seine Kaiser in ihren Kulten angenähert hatten.